# 李慈銘

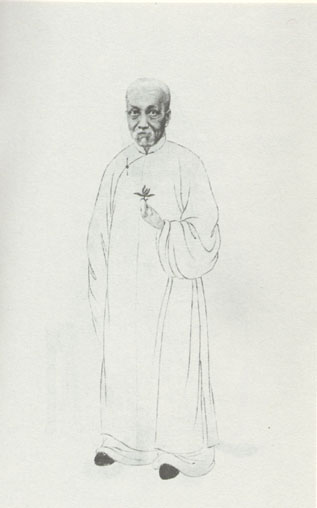
李慈銘像

李慈銘（1830年—1894年底），初名模，字式侯，字㤅伯，號蓴客，因讀書於越縵堂，稱越縵先生，又自號越縵老人，清末詩人。浙江省紹興府會稽縣（今紹興）人，五十二歲始中進士，因性情清高狂放，官止於御史。

## 生平
自幼好學，“为文沉博绝丽，诗尤工，自成一家”，嗜書成癖，“于书无所不窥”，承乾嘉漢學之餘緒，治經學、史學，蔚然可觀。光緒六年（1881年）進士。同年五月，授户部郎中，光绪十六年，官至山西道監察御史，文廷式指责李慈铭當御史时，多明哲保身，對李鴻章這等大人物“不敢置一词”，“观其日记，是非亦多颠倒”。周祖培曾說他“能读书而不能做官”。
李慈銘曾與表妹珠婴私訂終身。但十四歲時祖母病重，為了沖喜延寿，家人强迫他娶大他五歲的表姐馬淑人為妻，不料祖母仍在大婚當日過世，至此對表姊耿耿於懷，夫妻感情不睦。婚後無子，為傳宗接代，先後納了三名小妾，但都未能有後，因此常流連於風月場所，據說因為常到妓院可看盡天下美女，與當時名伶朱霞芬、梅蕙仙、傅芷秋、时琴香等都交往甚密，還记在日记里。《孽海花》中的李纯客，便是以李慈铭为原型的。李慈铭過慣官場糜爛的生活，又“戌削善病”，光緒二十年（1894年），中日甲午戰爭戰敗，李聞訊憂懼，咯血而死。

## 著作
《越縵堂日記》大抵是李慈銘生前認定的傳世之作，因此在字裡行間都不能苟且，1920年，由生前好友蔡元培助其出版。一生著作等身，有《越縵堂日記》、《越縵堂文集》、《越縵堂詩集》、《湖塘林館駢體文鈔》、《白華絳跗閣詩集》、《後漢書集注》、《北史補傳》、《歷史論讚補正》、《歷代史》等。
《越縵堂日記》是清代著名的日記，文字達數百萬言，從1854年起前後記載41年的生活經驗，有大量的治學札記，文學價值很高。《越縵堂日記》很早便列入台灣國中國文教材之一。

## 評論
- 魯迅在《怎麼寫———夜記之一》一文中說道：“《越縵堂日記》近來已極風行了。我看了卻總覺得他每次要留給我一些很不舒服的东西。为什么呢？一是钞上谕，……二是许多墨涂，……三是早给人家看，钞，自以为一部著作了。我觉得从中看不见李慈铭的心，却时时看到一些做作”。

- 清人劉體智在《異辭錄》卷三用了整整12篇文章评论李慈铭，其中第一篇《李慈銘越縵堂日記》：“蒓客記所讀之書全無宗旨，嫌其太雜。經史子集，無一不有，讀之未畢，隨手札記，難免首尾不貫。”、“在他人畢生精力所在，僅看一序，以一日了之，便加評語”，意指李慈銘讀書常不及深審，即筆記批評他人之著作。